# Tymkove
Tymkove  (ucraniano: Тимкове) es una localidad del Raión de Podilsk en el Óblast de Odesa de Ucrania. Según el censo de 2001, tiene una población de 796 habitantes.